# Daniel Clement Dennett
Daniel Clement Dennett   (Boston, 28 de març de 1942 - Portland, 19 d'abril de 2024) va ser un dels filòsofs de la ciència més destacats en l'àmbit de les ciències cognitives especialment en l'estudi de la intel·ligència artificial i la teoria de mems. També són significatives les seves aportacions sobre la importància actual del darwinisme. Va dirigir el Centre d'Estudis Cognitius de la Universitat de Tufts, on va ser catedràtic de filosofia. Des de 1987 va ser membre de l'American Academy of Arts and Sciences.

## Biografia
Dennett va estudiar a la Phillips Exeter Academy i va rebre el seu Bachelor of Arts en filosofia a la Universitat Harvard el 1963. El 1965 es va doctorar en Filosofia per la Universitat d'Oxford, on va estudiar amb el famós filòsof Gilbert Ryle.
La seva trajectòria docent va començar aquell mateix any a Irvine, un dels campus de la Universitat de Califòrnia, on es va ser-hi fins que el 1971 va entrar a la Universitat Tufts de Medford. El 1983 va impartir els cursos John Locke a la Universitat d'Oxford, el 1985 els cursos Gavin David Young a la Universitat d'Adelaida i el 1986 el curs Tanner a la Universitat de Michigan. També ha estat professor visitant a centres com la Universitat Harvard, la Universitat de Pittsburgh, la London School of Economics i la Universitat Americana de Beirut.
El 1985 va sercofundador i codirector del Curricular Programari Studio (Estudi de Programari Curricular) a la Universitat Tufts, i va ajudar a dissenyar exhibicions en museus sobre computadores per a la Smithsonian Institution, el Museu de Ciència de Boston i el Museu de Computadores de Boston.
L'any 2001 va ser guardonat amb el Premi Jean Nicod pel llibre Sweet Dreams: Philosophical Obstacles to a Science of Consciousness i va donar els cursos Jean Nicod a la École Normale Supérieure de París. Posteriorment Dennett va tornar a la Universitat de Tufts per ser nomenat Austin B. Fletcher Professor of Philosophy i codirector del Centre d'Estudis Cognitius junt amb Ray Jackendoff.
El 1987 va ser elegit membre de l'Acadèmia Americana de les Arts i les Ciències. Va rebre dues beques Guggenheim, una beca dins del Programa Fulbright i una beca al Center for Advanced Studies in Behavioral Science de la Universitat de Stantford. En 2012 va guanyar el Premi Erasmus.
Dennett és autor de diversos llibres de gran importància sobre l'evolució i la consciència. És un dels principals proponents de la teoria coneguda per alguns com darwinisme neural (vegeu també reduccionisme voraç).
Dennett també és ben conegut per la seva argumentació en contra dels qualia; Dennett afirma que el concepte és tan confús que no pot ser usat o entès de forma no contradictòria, i per això no constitueix una refutació vàlida del fisicalisme. Aquest argument va ser presentat àmpliament al seu llibre Consciousness Explained (La consciència explicada).
Daniel Dennet, molt proper a Richard Dawkins, va ser com ell un defensor públic de l'ateisme.

## Opinions filosòfiques

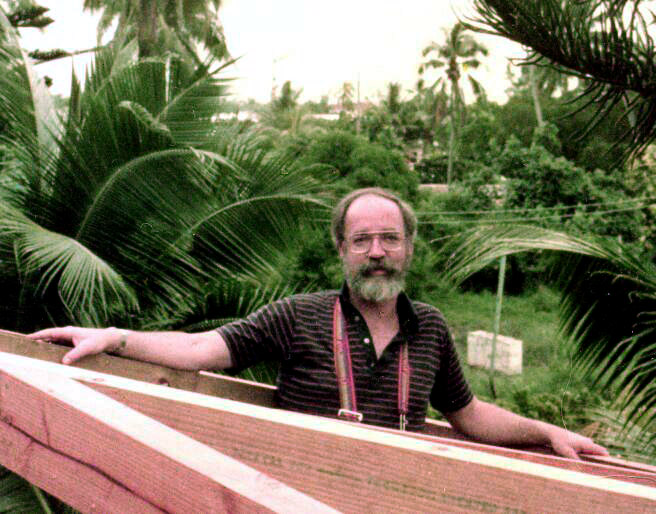
Daniel Dennett a Tahití el 1984.

Dennett ha comentat en diversos llocs (tals com «Self-portrait», a Brainchildren) que el seu projecte filosòfic global ha continuat sent en gran manera el mateix des dels seus temps a Oxford. Busca sobretot proporcionar una filosofia de la ment arrelada en la investigació empírica i útil per a aquesta. A la seva dissertació Content and Consciousness (Contingut i Consciència), va dividir el problema d'explicar la ment en la necessitat d'una teoria del contingut i una de la consciència. La seva aproximació a aquest projecte també ha romàs fidel a aquesta distinció.
De la mateixa manera que el contingut i la consciència tenen una estructura bipartida, els Brainstorms poden ser dividits igualment en dues seccions. Posteriorment agruparà diversos assajos sobre contingut en The Intentional Stance i sintetitzarà les seves investigacions sobre la consciència humana en una teoria unificada en el llibre La consciència explicada.
Aquests dos volums desenvolupen la seva visió multidisciplinària sobre la consciència, basada en el mètode científic i en dades procedents de la psicologia, la neurociència, la filosofia i la intel·ligència artificial. La consciència explicada va tenir gran difusió per tractar-se d'una obra científica i va causar profund impacte fins i tot en lectors no especialitzats, perquè refutava de forma molt convincent la visió tradicional i purament intuïtiva sobre la consciència.
Encara que està molt clar que Dennett qüestiona tota una sèrie de categories (com el dualisme cartesià), està menys clar en quines encaixa.
Tal com va dir Dennett:
| «                                                     | [Altres] indiquen que la meva 'resistència a usar la terminologia filosòfica estàndard per discutir aquests afers' sovint em crea problemes; els filòsofs tenen dificultats per imaginar-se què estic dient i què estic negant. La meva negació a jugar amb els meus col·legues és deliberada, per descomptat, ja que veig la terminologia filosòfica estàndard com quelcom pitjor que inútil --com un gran obstacle per al progrés ja que es basa en molts errors | » |
| — Daniel Dennett, The Message is: There is no Mèdium. | |   |

Dennett s'autodefineix amb uns pocs termes. A La consciència explicada admet: "sóc algun tipus de 'teleofuncionalista', per descomptat, pot ser el 'teleofuncionalista' original". Fins i tot arriba a dir: "estic preparat per sortir de l'armari com algun tipus de verificacionista".
En La consciència explicada, l'interès de Dennett en l'habilitat de l'evolució per explicar algunes de les característiques productores de contingut de la consciència ja és evident, i des de llavors s'ha convertit en part integral del seu programa. Gran part del seu treball en els anys 1990 els ha dedicat a completar les seves idees, tractant els mateixos temes des d'un punt de vista evolutiu: des de l'estudi de què distingeix la ment dels animals de la dels humans (Kinds of Minds, Tipus de Ments), a com el lliure albir és compatible amb una visió naturalista del món (Freedom Evolves La Llibertat Evoluciona).
El seu llibre més recent, Breaking the Spell (Trencant l'Embruixament), és un intent de subjectar les creences religioses al mateix tractament, explicant les possibles raons evolutives per al fenomen dels grups religiosos.

## Paper en el debat sobre l'evolució
Les opinions de Dennett sobre l'evolució estan en la línia amb dels postulats del zoòleg Richard Dawkins. A Darwin's Dangerous Idea (La Perillosa Idea de Darwin), Dennett es mostra fins i tot més ferm en la seva defensa de l'adaptacionisme que el mateix Dawkins, dedicant un capítol sencer a la crítica de les opinions del paleontòleg Stephen Jay Gould, que és precisament un dels crítics de l'adaptacionisme extrem.
Això l'ha portat a enfrontar-se amb Gould i els seus partidaris, que al·leguen que Dennett exagera les seves afirmacions i malinterpreta les de Gould. Per altra part, també manté una aferrissada polèmica amb el filòsof Jerry Fodor justament per la defensa que fa Dennet del darwinisme i la selecció natural contrària als plantejaments dels qui com l'esmentat Fodor posen en dubte el paper de la selecció natural. Des de la perspectiva de Dennett qualsevol posada en dubte del mecanisme de la simple selecció natural, que actua (per dir-ho amb el nom d'un títol de Dawkins) com un "rellotger cec" (és a dir, que no hi ha cap direcció preestablerta en l'evolució, ni cap dissenyador), és fruit dels reductes de la clàssica posició dualista.

## Obres
- 1969 — Content and Consciousness
- 1981 — Brainstorms: Philosophical Essays on Mind and Psychology.
- 1981 — The Mind's I. En col·laboració amb Douglas Hofstadter.
- 1984 — Elbow Room: The Varieties of Free Will Worth Wanting
- 1991 — Consciousness Explained (La conciencia explicada, Paidós, Barcelona, 1995)
- 1996 — Darwin's Dangerous Idea: Evolution and the Meanings of Life (La peligrosa idea de Darwin, Galaxia Gutenberg, Barcelona, 1999)
- 1997 — Kinds of Minds: Towards an Understanding of Consciousness.
- 1998 — Brainchildren: Essays on Designing Minds (Representation and Mind). Recopilació d'articles entre 1984-1996.
- 2003 — Freedom Evolves (La evolución de la libertad, Paidós, Barcelona, 2004)
- 2005 — Sweet Dreams: Philosophical Obstacles to a Science of Consciousness. (Dulces sueños: Obstáculos filosóficos para una ciencia de la conciencia Katz Barpal Editores, S.L.)
- 2006 — Breaking the Spell: Religion as a Natural Phenomenon (Romper el hechizo: la religión como fenómeno natural, Katz Editores, 2007).